# Vergine Garagashyan
Vergine Garagashyan, född 1856 i Konstantinopel (nuvarande Istanbul), död 1933 i Aten, var en osmansk-armenisk skådespelerska. 
Hon gjorde sin scendebut 1867, och var sedan verksam vid ett flertal teatersällskap i Osmanska riket och Georgien.